# Türkisnaschvogel

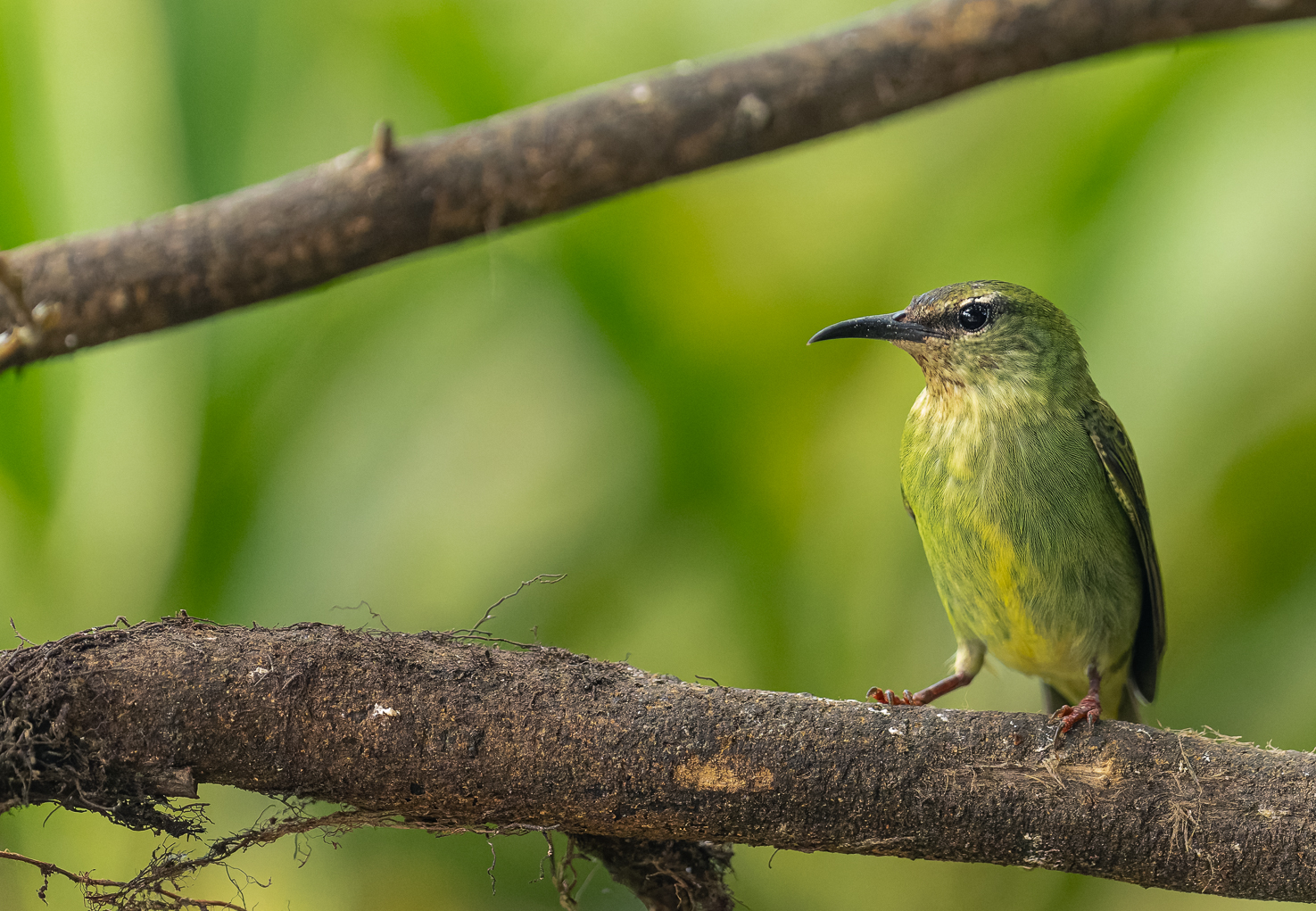
Weiblicher Türkisnaschvogel

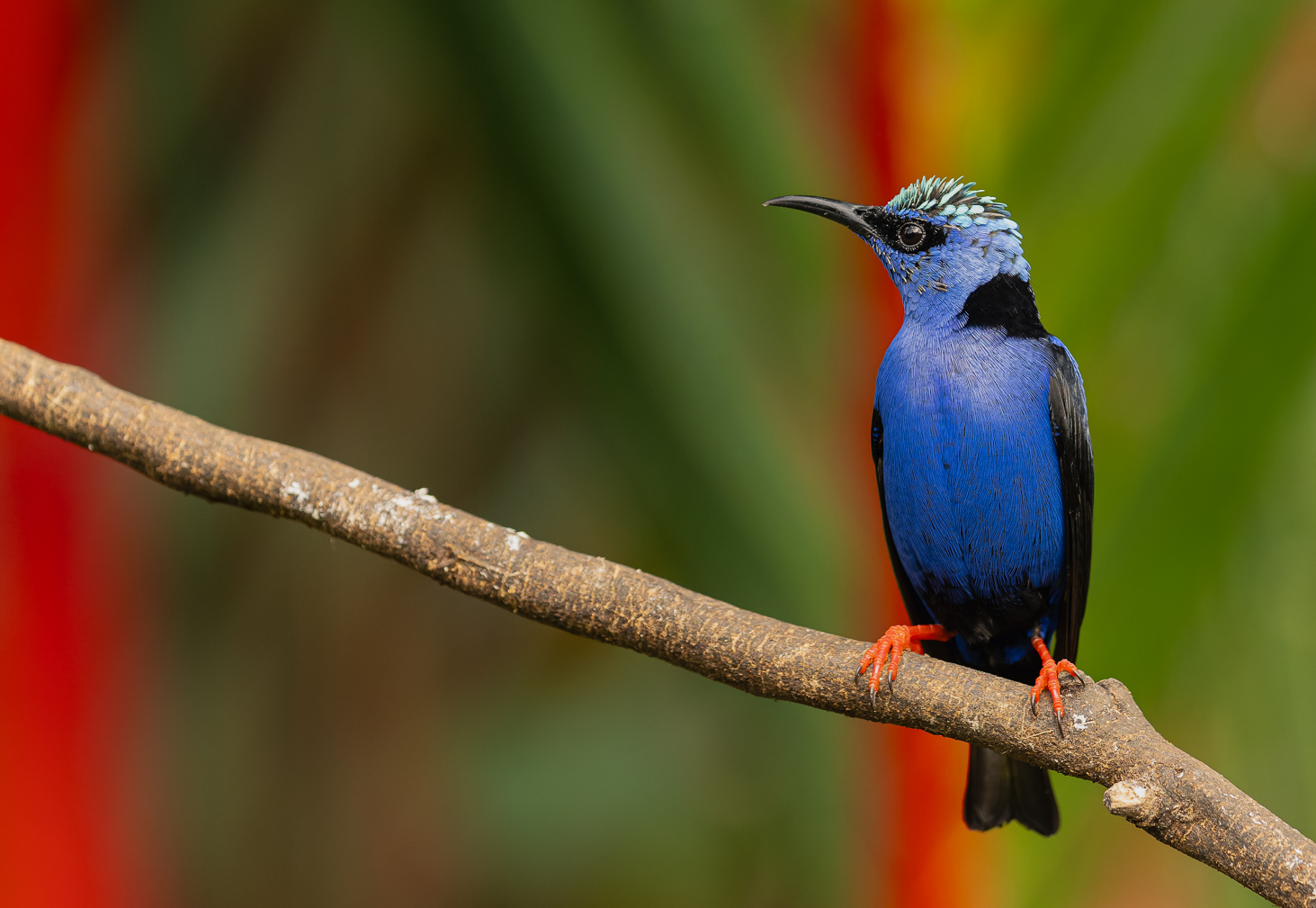
Männlicher Türkisnaschvogel

Der Türkisnaschvogel, auch Rotfußhonigsauger (Cyanerpes cyaneus) genannt, ist eine kleine Vogelart aus der Familie der Tangaren (Thraupidae).

## Beschreibung
Der Türkisnaschvogel wird zwischen 12 und 13 Zentimeter groß und bis zu 14 Gramm schwer. Der leicht gekrümmte Schnabel ist schwarz. Es besteht ein Sexualdimorphismus. Das Prachtkleid des Männchens ist violett-bläulich gefärbt. Die Flügel, der Schwanz und der Rücken sind schwarz gefärbt. Die Beine weisen eine rote Färbung auf. Die Oberseite des Kopfes ist türkis gefärbt. Die Unterseite der Flügel, die man nur im Flug sehen kann, weist eine zitronengelbe Färbung auf. Nach der Paarungszeit mausert sich das Männchen in ein dunkleres, grünliches Gefieder mit schwarzen Flügeln. Die Weibchen und die Jungvögel sind grünlich gefärbt. Die Körperunterseite ist heller und meist leicht gestreift. Die Beine der Weibchen sind rotbraun die der Jungvögel braun gefärbt. Der Gesang des Türkisnaschvogels ist ein kurzes „tsip“.

## Verbreitung
Das Verbreitungsgebiet des Türkisnaschvogels erstreckt sich vom südlichen Mexiko bis nach Peru, Bolivien und Brasilien. Auf Trinidad und Tobago und auf Kuba wurde die Art wahrscheinlich eingeschleppt.

## Lebensraum
Die Art bewohnt sowohl Wälder und Waldränder wie auch Plantagen, wo sie meist in kleinen Gruppen anzutreffen ist.

## Ernährung
Der Türkisnaschvogel ernährt sich hauptsächlich von Nektar aber auch von Insekten und Früchten.

## Unterarten
- C. c. brevipes (Cabanis, 1850)
- C. c. carneipes (Sclater, PL, 1860)
- C. c. cyaneus (Linnaeus, 1766) – Typusart
- C. c. dispar Zimmer, JT, 1942
- C. c. eximius (Cabanis, 1850)
- C. c. gemmeus Wetmore, 1941
- C. c. gigas Thayer & Bangs, 1905
- C. c. holti Parkes, 1977
- C. c. pacificus Chapman, 1915
- C. c. tobagensis Hellmayr & Seilern, 1914
- C. c. violaceus Zimmer, JT 1942

## Fortpflanzung
Türkisnaschvögel werden mit circa 15 Monaten geschlechtsreif. Die Paarungszeit erstreckt sich von April bis Juni. Das Weibchen baut ein kleines napfförmiges Nest in einen Baum. Das Gelege umfasst meist zwei braun gefleckte weiße Eier. Die Eier werden 12 bis 13 Tage lang bebrütet. Die Jungvögel sind nach etwa 14 Tagen flügge und verlassen das Nest. Türkisnaschvögel können über 10 Jahre alt werden.

## Gefährdung
Die Art wird in der Roten Liste der IUCN als „nicht gefährdet“ geführt.